# Étienne-Jean Delécluze

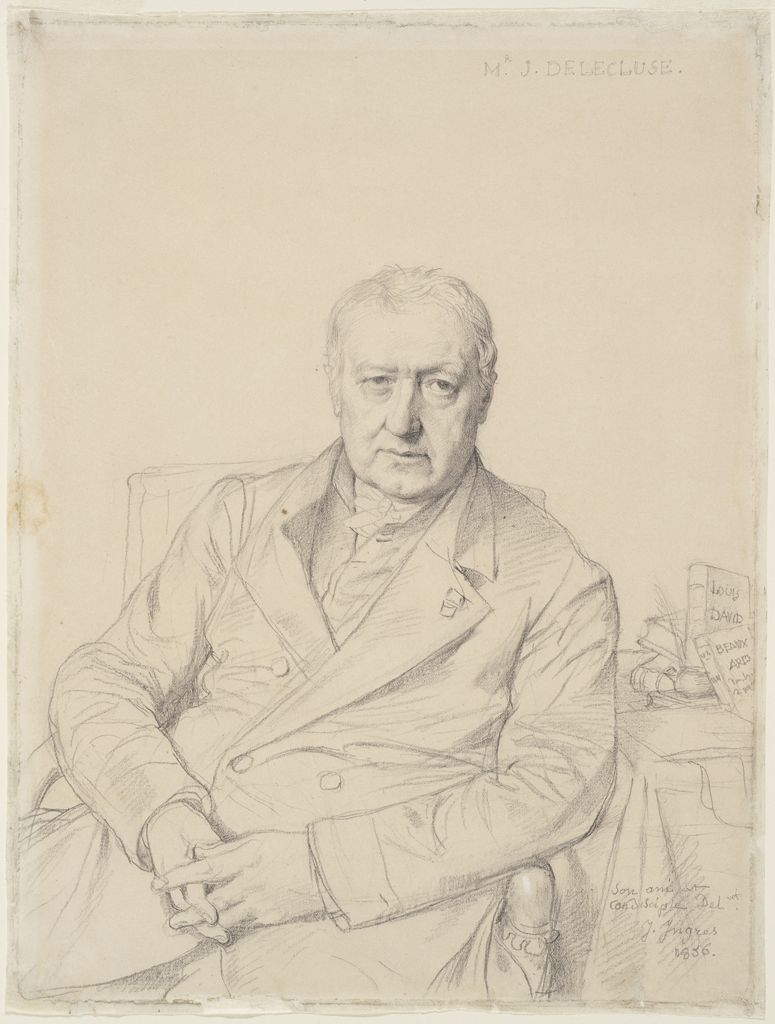
Étienne-Jean Delécluze, porträtterad av Jean-Auguste-Dominique Ingres.

Étienne-Jean Delécluze, född den 26 februari 1781 i Paris, död den 12 juli 1863 i Versailles, var en fransk konstnär och författare.
Delécluze var lärjunge till Antoine Jean Gros och Jacques-Louis David. Han övergav 1816 måleriet för att verka som konstkritiker, men han var även verksam som romanförfattare. År 1862 utgav han sina memoarer.